# کهنشوئیه
کهنشوئیه، روستایی در دهستان بیکاه بخش بیکاه شهرستان رودان در استان هرمزگان ایران است. این روستا، مرکز دهستان بیکاه است.

## جمعیت
بر پایه سرشماری عمومی نفوس و مسکن در سال ۱۳۹۵، جمعیت این روستا برابر با ۱٬۰۶۸ نفر (۳۱۳ خانوار) بوده‌است.